# Escutel·losaure
Escutel·losaure (Scutellosaurus) és un gènere de dinosaure herbívor que visqué a Nord-amèrica fa entre 205 i 220 milions d'anys, al Juràssic inferior. Es classifica al grup dels tireòfors, els dinosaures armats.